# Mylohyus
Il miloio (gen. Mylohyus), noto anche come pecari dal naso lungo, è un mammifero artiodattilo estinto, appartenente ai taiassuidi. Visse tra il Pliocene inferiore e il Pleistocene superiore / Olocene (circa 5 milioni - 9.000 anni fa) e i suoi resti fossili sono stati ritrovati in Nordamerica.

## Descrizione
Questo animale assomigliava molto ai pecari attuali, ma le zampe erano più allungate e il muso più lungo; in generale, le dimensioni di Mylohyus erano più grandi di quelle dei pecari odierni, e poteva raggiungere i 70 chilogrammi di peso. Il cranio allungato di Mylohyus comprendeva oltre un terzo della lunghezza dell'intero animale. Il muso era allungato a causa di un diastema fra i canini e i premolari anteriori. Rispetto al contemporaneo pecari dalla testa piatta (Platygonus), il pecari dal naso lungo era molto più grande, possedeva zampe più lunghe e snelle, una testa più grande e una coda più corta. Mylohyus possedeva ancora quattro dita nelle zampe anteriori e solo tre nelle posteriori. Per sorreggere la grande testa, il pecari dal naso lungo aveva zampe anteriori leggermente più lunghe di quelle posteriori, e processi spinali delle vertebre toraciche molto alti; ciò spostava il centro di gravità sopra le sue spalle. Le bulle uditive erano molto più grandi rispetto a quelle di altri pecari, ed è possibile che fossero correlate a un udito molto sviluppato. 
Mylohyus aveva una formula dentaria con due incisivi, un canino, tre premolari e tre molari sia nella mandibola che nella mascella. Gli incisivi erano molto ridotti, ed erano diventati quasi rudimentali. I canini erano piccoli, soprattutto se confrontati con quelli dei pecari odierni e del suo contemporaneo Platygonus. I denti postcanini erano bunodonti e adatti a frantumare il cibo; tutti i premolari erano molariformi e gli stessi molari erano piuttosto robusti, dotati di cuspidi aggiuntive (in particolare il terzo molare, sia superiore che inferiore).

## Classificazione
Mylohyus fu un tipico rappresentante dei taiassuidi, oggi rappresentati dai pecari sudamericani. Il genere Mylohyus venne descritto per la prima volta da Edward Drinker Cope nel 1869; numerosi resti di questo animale sono stati scoperti in vari stati del Nordamerica (Alabama, Arkansas, California, Florida, Georgia, Indiana, Kansas, Maryland, Missouri, Nebraska, Oklahoma, Pennsylvania, South Carolina, Tennessee, Texas, Virginia, West Virginia, ma anche Canada e Messico), soprattutto in terreni risalenti al Pleistocene, e sono stati attribuiti a varie specie: M. fossilis, M. nasutus, M. browni, M. pennsylvanicus, M. lenis, M. gidleyi, M. exortivus. 
La più nota è Mylohyus nasutus, ma è possibile che questa forma sia conspecifica con M. fossilis (inizialmente nota come Dicotyles fossilis); anche le altre specie potrebbero essere attribuite tutte alla specie precedente, poiché le differenze sulle quali sono basate sarebbero riconducibili a variazioni sessuali, individuali, geografiche o temporali; è probabile che solo una specie di Mylohyus fosse presente in Nordamerica durante il Pleistocene. Altre specie più antiche, tuttavia, sono M. elmorei (precedentemente noto come Prosthennops elmorei) del Pliocene inferiore della Florida e M. floridanus, del Pliocene superiore della Florida.

## Paleoecologia
I pecari dal naso lungo vissero più o meno in tutto il Nordamerica, da una costa all'altra dal Canada fino al Messico. Sembra che Mylohyus preferisse abitare le pianure boschive e le foreste con molti corsi d'acqua. Fossili di questi pecari sono associati tipicamente ad altri animali di foresta, come Tapirus, Castor, Glaucomys, Zapus e Mammut. 
Al contrario del contemporaneo pecari dalla testa piatta, il pecari dal naso lungo è piuttosto raro nei depositi di grotta; ciò suggerisce che le caverne non erano molto frequentate da Mylohyus, e forse non le utilizzava affatto. Anche se condividevano la stessa distribuzione geografica, i rappresentanti del genere Mylohyus sono molto meno comuni di quelli del genere Platygonus, a suggerire che i primi vivevano in gruppi sociali più piccoli, forse da 2 a 10 individui. I pecari dal naso lungo dovevano essere animali adattati a nutrirsi di foglie, fiori, frutta di cespugli e alberi. Dotati di un collo flessibile, un cranio allungato e lunghe zampe anteriori, erano in grado di nutrirsi di cibi più alti rispetto a quelli di cui si nutrivano gli altri pecari. I denti della zona delle guance erano utili nel masticare piante legnose. Oltre a giaguari e puma, è probabile che i lupi potessero predare questi pecari, dal momento che sono stati ritrovati segni di morsi compatibili con i denti di questi animali su alcune ossa di Mylohyus; è possibile però che i lupi abbiano mangiato solo carcasse.